# Ardanus z Tournus
Ardanus z Tournus (? - 11. století?) byl francouzský duchovní, benediktin a opat.

## Hagiografie
Je zmíněn v díle Chronicon Trenorchiense.
Je známo, že se stal benediktinským mnichem a nástupcem opata Barneria v opatství svatého Filiberta v Tournus. Vynikal svou štědrostí a dobročinností, což prokázal během hladomoru v letech 1030 až 1033.
Obnovoval budovy opatství a pro své opatství získal další kostely.
Zemřel asi roku 1056 v pověsti svatosti. Byl pohřben v opatství a roku 1140 opat Petr přemístil jeho relikvie do jemu zasvěcené kaple. Roku 1562 byly ostatky spáleny Hugenoty.
Jeho svátek je připomínán 11. února (den pohřbení) a 5. října (svátek přenesení ostatků).